# Acianthera aphthosa
Acianthera aphthosa es una especie de orquídea. Es originaria de Brasil donde se encuentra en la mata atlántica, Minas Gerais, Río de Janeiro, Sao Paulo, Paraná, Rio Grande do Sul y Santa Catarina.

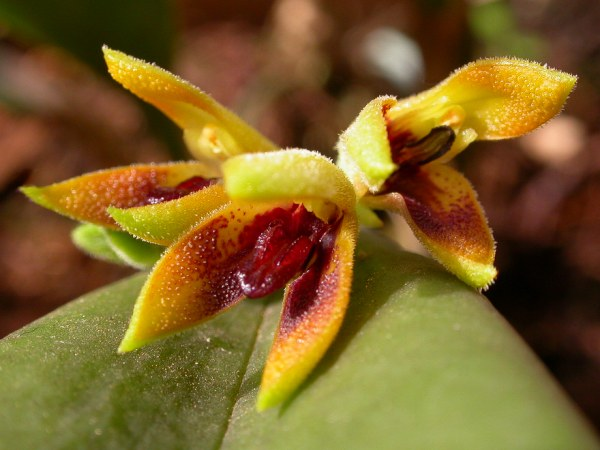
Flores

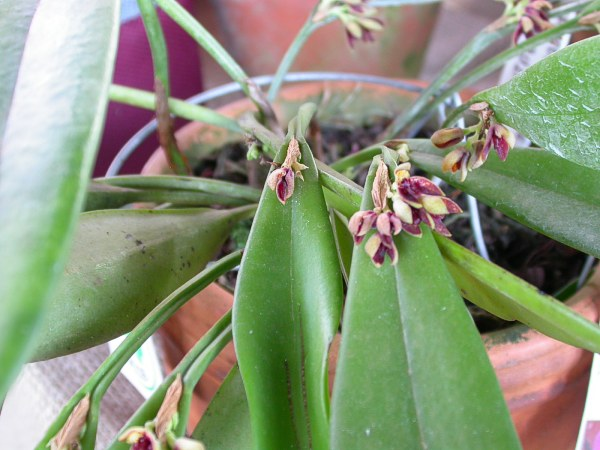
Vista de la planta

## Descripción
Es una orquídea de tamaño pequeño, que prefiere el clima caliente, con hábitos epífitas con un tallo canalizado con 2, vainas basales tubulares y con una sola hoja apical, oblanceoladas, poco decurrente, obtusamente bilobulado o retuso, densamente coriácea, estrechándose gradualmente abajo en la hoja de base canalizada peciolada. Florece en una inflorescencia apical, corta, con pocas a muchas flores, inflorescencia fasciculada por 2 a 4 brácteas basales tubulares que se encuentra en la base de la hoja y tiene un olor fétido que aparecen en todo el invierno y la primavera.

## Distribución y hábitat
Se distribuye por Colombia, Ecuador, Perú, Bolivia, Brasil y Paraguay y se encuentra en los bosques montanos húmedos y bosques de hoja perenne en altitudes de 250 a 1450 metros. 

## Taxonomía
Acianthera aphthosa fue descrita por (Lindl.) Pridgeon & M.W.Chase y publicado en Lindleyana 16(4): 242. 2001.
Etimología
Ver: Acianthera
aphthosa: epíteto que significa "con aftas".
Sinonimia
- Pleurothallis aphthosa Lindl. (1838) (Basionym)
- Pleurothallis foetens Lindl. (1843)
- Pleurothallis macrophyta Barb.Rodr. (1877)
- Pleurothallis pelioxantha Barb.Rodr. (1877)
- Humboldtia foetens (Lindl.) Kuntze (1891)
- Pleurothallis ciliata var. abbreviata C. Schweinf. (1953)
- Specklinia aphthosa (Lindl.) F. Barros (1983)[5][6]